# Daniel Burley Woolfall
Daniel Burley Woolfall, né le 15 juin 1852 à Blackburn et mort le 24 octobre 1918, est un dirigeant britannique de football. 
Représentant de la Fédération d'Angleterre de football, il dirige également la FIFA de 1906 à sa mort en 1918.

## Biographie
Juriste international, Daniel Burley Woolfall est trésorier puis vice-président de la Fédération d'Angleterre de football.
Pendant son mandat à la tête de la FIFA, il fait notamment adopter les lois du jeu maintenues par l’International Football Association Board (IFAB), accueille les premières nations non-européennes et impulse l’organisation du premier tournoi de football aux Jeux olympiques en 1908,.